# Île d’Hœdic
Die Île d’Hœdic ist eine kleine Granit-Insel im Golf von Biskaya, südlich der Bretagne, und gehört administrativ zum Département Morbihan. Sie liegt rund 25 Kilometer südöstlich von Quiberon, 18 Kilometer südlich von Saint-Gildas-de-Rhuys und 28 Kilometer westlich von La Turballe. Die nächstgelegenen Inseln sind die Île d’Houat (8 km nordwestlich) und die Belle-Île (20 km westlich).

## Beschaffenheit
Die Insel ist etwa 3,0 km lang und zwischen 0,7 und 1,0 km breit. Sie hat eine Oberfläche von 208 ha, die höchste Erhebung liegt 22 m über dem Meeresspiegel. Hœdic war einst durch die Rhuys-Halbinsel mit dem Festland verbunden, zusammen mit der Île d’Houat, der Belle-Île und der Sandinsel Quiberon.
Die Insel bildet das Gemeindegebiet von Hœdic, der einzigen Siedlung auf der Insel. Zum Gemeindegebiet zählt auch die kleine, im Südosten vorgelagerte Inselgruppe Les Grands Cardinaux mit dem Phare des Grands Cardinaux. Die beiden bedeutendsten Häfen auf der Insel sind der Port Argol im Norden und der Port de la Croix im Süden.

## Vorgeschichte
1931 und 1934 wurde von Saint-Just Péquart ein Muschelhaufen aus dem späten Mesolithikum ausgegraben. Es liegt an einem kleinen Sporn an der Nordwestspitze der Insel. Der Muschelhaufen enthielt auch aus Steinplatten erbaute Herdstellen. Eine Radiokarbonprobe aus einer Herdstelle am Grund des Muschelhaufens wurde auf 6575+350 b.p. bestimmt, was ein kalibriertes Datum von 5500–5110 v. Chr. ergibt. In dem Muschelhaufen wurden auch neun Gräber von 14 Individuen gefunden.
Aus der Jungsteinzeit stammen Dolmen und Menhire.

### Megalithanlagen
Auf der Insel befinden sich:
- Alignement du Douet
- Dolmen du Beg Lagad
- Dolmen de la Croix
- Dolmen von Port-Louit
- Dolmen du Télégraphe
- Dolmen du Vieux-Chateau
- Menhir de la Vierge
- Steinreihe von Paluden

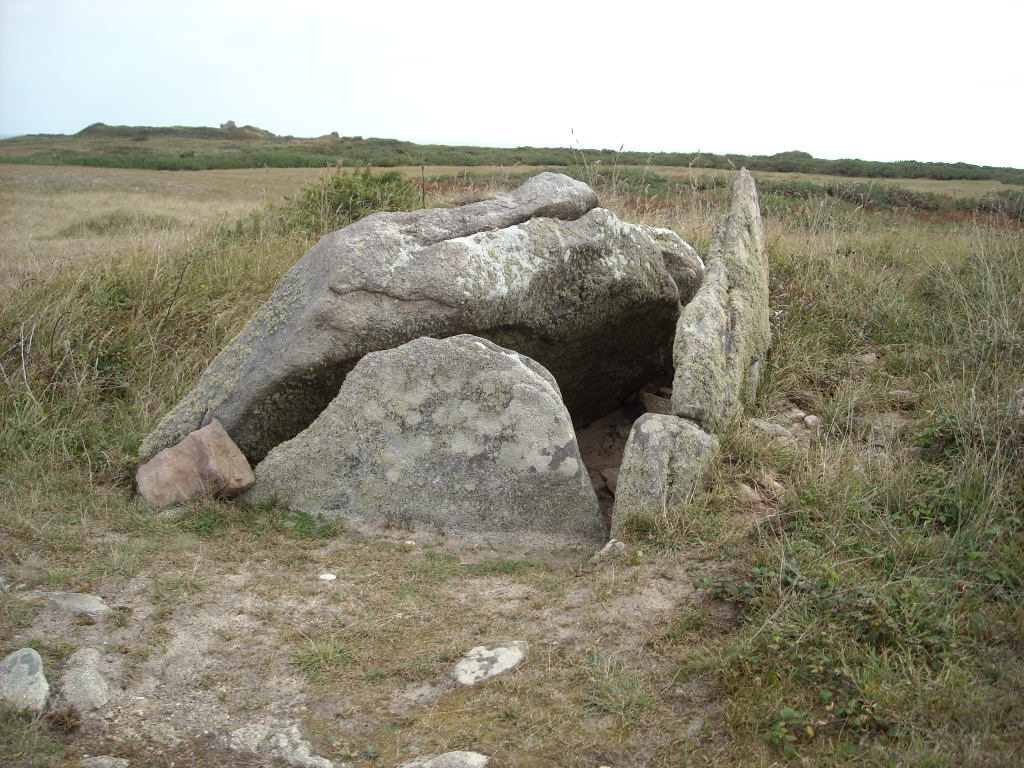
Dolmen de la Croix; Monument historique

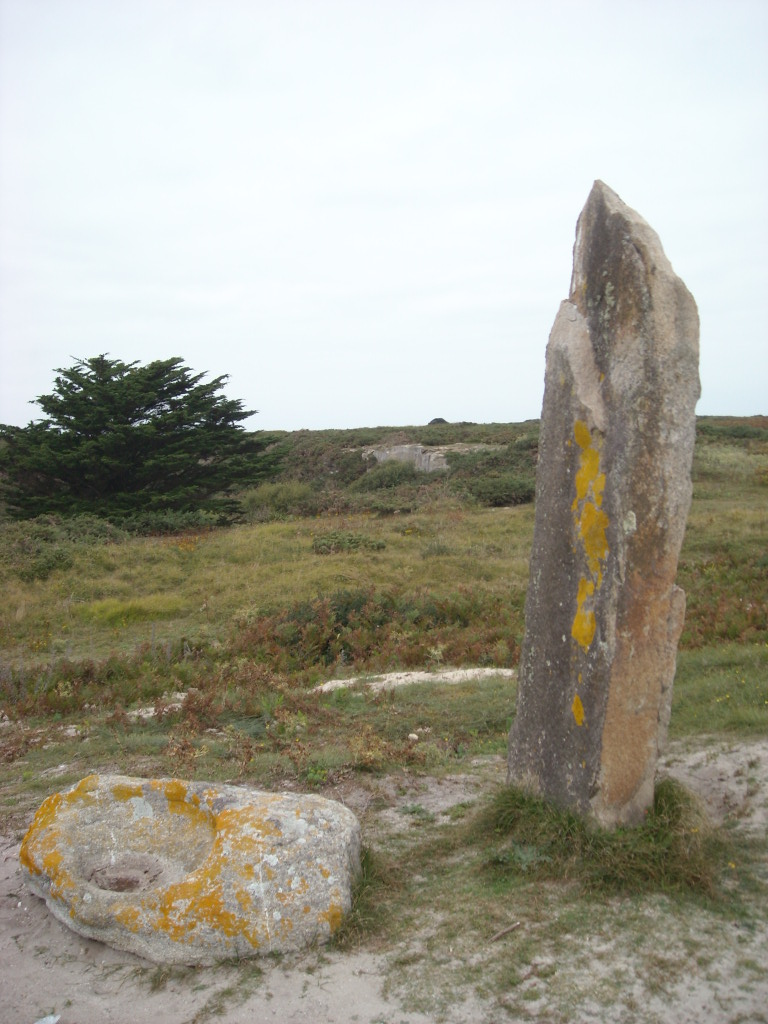
Menhir de la Vierge

Der Dolmen von Port-Louit, in der Nähe der Westküste, wurde im späten 19. Jahrhundert von Abt Lavenot identifiziert. Die Dolmen wurden 1924 durch das Team Rouzic/Péquart untersucht und von Pierre Buttin fotografiert. Die Kenntnis über ihre Lage ging aber teilweise verloren.

## Geschichte
Zur Zeit der Wikinger völlig verlassen, überließ der Herzog der Bretagne im 11. Jahrhundert die Insel nebst anderen Ländereien dem Kloster Saint-Gildas-en-Rhuys. Die Mönche siedelten auf der Insel einige Bauernfamilien vom Festland an, die hier von Landwirtschaft, Viehzucht und Fischfang unter ärmlichen Verhältnissen existierten.
Die Insel war für den Küstenschutz von Bedeutung, und so errichtete Vauban Ende des 17. Jahrhunderts auf mehrere Kanonentürme, die im Zusammenwirken mit militärischen Anlagen auf der Île d’Houat und mit der Zitadelle von Le Palais auf der Belle-Île einen Sicherungsring bilden sollten. Dieser wurde jedoch bereits 1746 von den Briten zerstört. Während des Siebenjährigen Krieges begann der Herzog von Aiguillon, 1758 im Nordosten der Insel eine neue Befestigungsanlage zu erbauen, deren Ruinen heute unter dem Namen Fort Anglais bekannt sind. Bei der entscheidenden Seeschlacht in der Bucht von Quiberon war das Bauwerk noch nicht in Betrieb und wurde schließlich 1795 von den Briten zerstört. Mitte des 19. Jahrhunderts wurde in der Mitte des Inselplateaus das Fort Louis-Philippe errichtet, das nie in Kriegshandlungen verwickelt wurde und heute noch existiert.
Bis 1891 wurde die Insel vom Festland aus verwaltet; danach wurde die selbständige Gemeinde Hœdic gegründet, die seitdem für die Insel zuständig ist.

## Sehenswürdigkeiten
- Fort Louis-Philippe, Befestigungsanlage aus dem 19. Jahrhundert - Monument historique[4]
- Phare des Grands Cardinaux, Leuchtturm aus dem 19. Jahrhundert - Monument historique[5]